# Wsewołod Tołstuszko
Wsewołod Jurijowycz Tołstuszko (ukr. Всеволод Юрійович Толстушко; ur. 31 maja 1993 w Kijowie) – ukraiński hokeista, reprezentant Ukrainy.

## Kariera
- Sokił Kijów Juniors (2010-2011)
- Sokił Kijów (2011/2012)
- Winnyćki Hajdamaky (2011/2012)
- Sokił Kijów (2012-2013)
- HK Dmitrow (2013-2014)
- Drakkars de Caen (2014-2015)
- Donbas Donieck (2015-2017)
- Hałyćki Łewy Nowojaworowsk (2017-2018)
- HK Krzemieńczuk (2018)
- Canterbury Red Devils (2018)
- HK Krzemieńczuk (2018-2022)
- Dunaújvárosi Acélbikák (2022)
- Marma Ciarko STS STS Sanok (2022-2023)
- Sokił Kijów (2023-)

Wychowanek Sokiłu Kijów. W jego barwach oraz drużyny z Winnicy grał do 2013 w lidze ukraińskiej. W sezonie 2013/2014 występował w rosyjskiej lidze juniorskiej MHL-B w drużynie z HK Dmitrow. Od października 2014 zawodnik klubu z francuskich rozgrywek Ligue Magnus. W jego barwach rozegrał sezon Ligue Magnus (2014/2015) i w kwietniu 2015 przedłużył kontrakt. Od lipca 2015 zawodnik Donbasu Donieck. Sezon 2017/2018 rozpoczął w drużynie Hałyćki Łewy Nowojaworowsk, będąc jej kapitanem. Pod koniec stycznia 2018 przeszedł do HK Krzemieńczuk. Po sezonie, w kwietniu 2018 został zawodnikiem nowozelandzkiego klubu Canterbury Red Devils. Na początku września 2018 powrócił do składu Krzemieńczuka. We wrzeniu 2022 został zawodnikiem węgierskiego klubu Dunaújvárosi Acélbikák. 23 listopada 2022 ogłoszono jego angaż przez STS Sanok w Polskiej Hokej Lidze. 20 stycznia 2023 poinformowano o rozwiązaniu jego kontraktu. Pod koniec stycznia 2023 został zaangażowany do macierzystego Sokiłu Kijów.
W barwach juniorskich reprezentacji Ukrainy uczestniczył w turniejach mistrzostw świata juniorów do lat 18 w 2010, 2011 (Dywizja II; w 2011 był kapitanem kadry), mistrzostw świata juniorów do lat 20 w 2012 (Dywizja IIA), 2013 (Dywizja IB; w 2013 był kapitanem kadry). Został reprezentantem kadry seniorskiej Ukrainy. W kadrze seniorskiej uczestniczył w turniejach mistrzostw świata w 2016, 2017, 2018, 2019, 2022, 2024 (Dywizja I).

## Sukcesy
Reprezentacyjne
- Awans do Dywizji IIA mistrzostw świata do lat 18: 2011
- Awans do Dywizji IB mistrzostw świata do lat 20: 2012
- Awans do MŚ Dywizji I Grupy A: 2016, 2024

Klubowe
- Srebrny medal mistrzostw Ukrainy: 2012 z Sokiłem Kijów, 2018
- Brązowy medal mistrzostw Ukrainy: 2013 z Sokiłem Kijów, 2019, 2021 z HK Krzemieńczuk
- Złoty medal mistrzostw Ukrainy: 2016, 2017 z Donbasem Donieck, 2020 z HK Krzemieńczuk, 2023 z Sokiłem Kijów

Indywidualne
- Mistrzostwa świata do lat 18 w hokeju na lodzie mężczyzn 2010/II Dywizja#Grupa B:
  - Trzecie miejsce w klasyfikacji strzelców turnieju: 2 gole[14]
  - Trzecie miejsce w klasyfikacji asystentów turnieju: 3 asysty
  - Trzecie miejsce w klasyfikacji kanadyjskiej turnieju: 5 punktów
- Mistrzostwa świata do lat 18 w hokeju na lodzie mężczyzn 2011/II Dywizja#Grupa B:
  - Ósme miejsce w klasyfikacji strzelców turnieju: 5 goli[15]
    - Pierwsze miejsce w klasyfikacji strzelców turnieju: 5 goli[16]

  - Ósme miejsce w klasyfikacji asystentów turnieju: 6 asyst[17]
    - Trzecie miejsce w klasyfikacji asystentów turnieju: 6 asyst

  - Siódme miejsce w klasyfikacji kanadyjskiej turnieju: 11 punktów[18]
    - Pierwsze miejsce w klasyfikacji kanadyjskiej turnieju: 11 punktów

  - Pierwsze miejsce w klasyfikacji +/- turnieju: +16[19]
  - Najlepszy zawodnik reprezentacji w turnieju[20]
  - Najlepszy obrońca turnieju[21]
- NZIHL 2018: mecz gwiazd ligi[22]